# Saint-Romain-sous-Gourdon
Saint-Romain-sous-Gourdon é uma comuna francesa na região administrativa de Borgonha-Franco-Condado, no departamento Saône-et-Loire. Estende-se por uma área de 19,17 km². Em 2010 a comuna tinha 494 habitantes (densidade: 25,8 hab./km²).